# Ljungsarps socken
Ljungsarps socken i Västergötland ingick i Kinds härad, ingår sedan 1974 i Tranemo kommun och motsvarar från 2016 Ljungsarps distrikt.
Socknens areal är 68,87 kvadratkilometer varav 65,02 land. År 2000 fanns här 416 invånare.  Tätorten Ljungsarp med sockenkyrkan Ljungsarps kyrka ligger i socknen. 

## Administrativ historik
Socknen har medeltida ursprung. 
Vid kommunreformen 1862 övergick socknens ansvar för de kyrkliga frågorna till Ljungsarps församling och för de borgerliga frågorna bildades Ljungsarps landskommun. Landskommunen uppgick 1952 i Dalstorps landskommun som 1974 uppgick i Tranemo kommun. Församlingen uppgick 2010 i Dalstorps församling.
1 januari 2016 inrättades distriktet Ljungsarp, med samma omfattning som församlingen hade 1999/2000.  
Socknen har tillhört län, fögderier, tingslag och domsagor enligt vad som beskrivs i artikeln Kinds härad. De indelta soldaterna tillhörde Älvsborgs regemente, Norra Kinds kompani.

## Geografi
Ljungsarps socken ligger sydost om Ulricehamn kring Lagmanshagasjön (Storesjö). Socknen har odlingsbygd nordväst om sjön och är i övrigt en mossrik skogsbygd.

## Fornlämningar
Från bronsåldern finns gravrösen och stensättningar. Från järnåldern finns ett gravfält.

## Namnet
Namnet skrevs 1361 Liungsathorp och kommer från kyrkbyn. Efterleden är torp, 'nybygge'. Förleden innehålla ett äldre namn, Ljungsjön  på den intilliggande Stomsjön,